# Anglesse
L'anglesse est une danse traditionnelle belge en couples disposés en deux rangées (dites colonnes anglaises) se faisant face, typique de Wallonie et dérivée des danses anglaises.